# Сечуріле
Сечуріле (рум. Seciurile) — село у повіті Горж в Румунії. Входить до складу комуни Рошія-де-Амарадія.
Село розташоване на відстані 197 км на захід від Бухареста, 36 км на схід від Тиргу-Жіу, 77 км на північ від Крайови.

## Населення
За даними перепису населення 2002 року у селі проживали 845 осіб, усі — румуни. Усі жителі села рідною мовою назвали румунську.